# Авангард (стадион, Докучаевск)
Стадион «Авангард» – стадион в городе Докучаевск Донецкой области. Вмещает 3000 зрителей. Стадион был домашней ареной любительского клуба «Доломит» (Докучаевск).

## История
Стадион «Авангард» в Докучаевске построен 1955 и принадлежал местному флюсо-доломитном комбината. В 1986 году реконструирован . 17 марта 1998 на этом стадионе донецкий «Металлург» сыграл домашний поединок против донецкого «Шахтера». Матч 16-в тура Высшей лиги посетили 4000 болельщиков.